# Van Asch College
Das Van Asch Deaf Education Centre (auch Van Asch College) in Sumner, Christchurch, Neuseeland ist eine Schule für gehörlose Kinder.
Die Schule wurde im Jahr 1880 gegründet und ist nach eigenen Angaben die erste gänzlich staatlich finanzierte Gehörlosenschule der Welt.
In den 1950er und 1960er Jahren war die Philosophie der Schule, die Schüler anzuhalten, statt der Neuseeländischen Gebärdensprache Lippenlesen und Lautsprache zu benutzen. Heute wird allerdings wieder die Neuseeländische Gebärdensprache, Neuseelands dritte offizielle Sprache, unterrichtet.
Im Jahr 1995 wurde die ehemals Sumner School for the Deaf genannte Schule zu Ehren ihres ersten Schulleiters Gerrit van Asch umbenannt.